# Fundulus julisia
Fundulus julisia är en fiskart som beskrevs av Williams och David Etnier 1982. Fundulus julisia ingår i släktet Fundulus och familjen Fundulidae. IUCN kategoriserar arten globalt som sårbar. Inga underarter finns listade i Catalogue of Life.